# Anne-Cécile Robert
Anne-Cécile Robert est journaliste, spécialiste des institutions européennes et de l'Afrique, membre du comité de rédaction et du directoire du Monde diplomatique en tant que directrice des éditions et des relations internationales. Elle s'intéresse particulièrement aux organisations internationales, aux systèmes politiques et institutionnels et à la démocratie, ses limites et fonctionnements.

## Biographie
Docteure en droit européen, elle a été professeure associée à l’Institut d'études européennes de l’université Paris-VIII. Elle est désormais professeure à l'HEIP (Hautes études internationales et politiques) et donne des cours à l'IRIS (Institut de relations internationales et stratégiques) .
Elle s'est opposée au projet de constitution européenne.
Elle est vice-présidente de l'Association pour une constituante.
Présidente de l'Union internationale de la presse francophone (UPF) de juillet 2022 à juillet 2023.

## Thématiques
Elle analyse le rôle des émotions dans des prises de positions tranchées et préconise de prendre le temps nécessaire pour comprendre des phénomènes sociétaux complexes. Le marché s'étant imposé aux dépens de la politique, dans un registre conservateur, les affrontements devenant simplistes et ouvrant la voie aux mensonges . 
Elle s'intéresse entre autres à la place de l'Afrique dans le concert des nations. Elle étudie les organisations internationales comme l'Union européenne et les Nations unies.

## Ouvrages
- avec André Bellon : Un Totalitarisme tranquille : La démocratie confisquée, Syllepse, 2001.
- avec André Bellon et Claude Nicolet : Le Peuple inattendu. Syllepse, 2003.
- L'Afrique au secours de l'Occident, préface de Boubacar Boris Diop, postface de Pierre Kipré. Éditions de l'Atelier, 2006 (1re édition : 2004, réédité en mars 2021)
- avec Jean-Christophe Servant : Afriques années zéro, Editions Atalante, 2008
- avec Romuald Sciora, Qui veut la mort de l'ONU ?, Eyrolles, 2018
- La stratégie de l'émotion, Montréal (Québec), Lux, 2018, 148 p. (ISBN 978-2-89596-285-4, BNF 45679576)[7]
- Dernières Nouvelles du mensonge, Lux, 2021[8]
- Le défi de la paix, Armand Colin, 2024